# Rachel Nicotte
Rachel Nicotte (Poinson-lès-Nogent, 12 de marzo de 1957 - Tosse, 14 de agosto de 2005) fue un piloto de motociclismo francés que disputó en Campeonato del Mundo de Motociclismo desde 1986 hasta 1990. Destacó especialmente en las categorías de motociclismo de resistencia.

## Biografía
Nicotte participó en el Mundial entre 1987 a bordo de una Suzuki. El año siguiente dentro del equipo PVI Racing, su mejor posición será un 13.eɽ lugar obtenida en el 
Gran Premio de la Expo 92, lo que le permitirá clasificarse en la posición 34 de la clasificación general de 500 cc. Ese mismo año consigue el Campeonato de Francia en la categoría de 500cc e intenta la aventura en el Campeonato mundial de resistencia (consiguiendo un noveno lugar en las 24h de Le Mans) y en el Campeonato de Europa de 500 cc con una Chevallier con la que conseguirá una victoria durante la manga francesa.
En 1989, disputará cinco grandes Premios sin resultados destacados pero se centra en el Campeonato de Europa donde consigue el tercer puesto de la clasificación general de 500cc por detrás de Peter Lindén y Hans-Jörg Butz gracias a dos victorias en el Jarama y en Yugoslavia y un podio en Checoslovaquia. 
En 1990, disputará a la vez las categorías de 250 y 500cc del Mundial. Tan solo en el medio litro, conseguiría entrar en zona de puntos en dos ocasiones con un duodécimo lugar en Gran Premio de Checoslovaquia, y un 13.º en Gran Premio de Hungría. El siguiente año renuncia el Mundial a cambio del Mundial de resistencia con una Yamaha con el que conseguirá una victoria en las 24h de Le Mans y un podio em las 24 horas de Lieja como lo que conseguirá la tercera posición en la clasificación general mundial. En 1992, limita sus participaciones en el Mundial de resistencia a un sexto lugar en las 24 horas de Le Mans y una octava posición en la Bol d'Or. En compañía de Alex Vieira conseguirá el segundo lugar de la Bol d'Or de 1993 y se alzará con el Campeonato de Francia open en la categoría de Supersport 600 cc, título que repetirá en 1994. En 1994, también conseguiría subirse al podio con un segundo lugar en Le Mans con Viera y José Kuhn. En 1995, ganaría en Le Mans junto a Brian Morrison y Alex Viera. Su última temporada, en 1996, volvería a subir al podio en Le Mans con un segundo lugar además de un cuarto lugar en las 16 hroas de Assen.
Después de su retiro, se convirtió en asesor técnico regional (CTR) en la FFM. En agosto de 2005, debilitado por su enfermedad, decidió suicidarse. Estaba casado y tenía tres hijas.

## Palmarés
1988
- Campeonato de Francia de velocidad de 500cc

1991
- 24h de Le Mans

1995
- 24h de Le Mans

## Resultados en el Campeonato del Mundo
Sistema de puntuación desde 1969 hasta 1987:
| Posición | 1.º | 2.º | 3.º | 4.º | 5.º | 6.º | 7.º | 8.º | 9.º | 10.º |
| Puntos   | 15  | 12  | 10  | 8   | 6   | 5   | 4   | 3   | 2   | 1    |

Sistema de puntuación desde 1988 hasta 1991:
| Posición | 1.º | 2.º | 3.º | 4.º | 5.º | 6.º | 7.º | 8.º | 9.º | 10.º | 11.º | 12.º | 13.º | 14.º | 15.º |
| Puntos   | 20  | 17  | 15  | 13  | 11  | 10  | 9   | 8   | 7   | 6    | 5    | 4    | 3    | 2    | 1    |

### Carreras por año
(Carreras en negrita indica pole position, carreras en cursiva indica vuelta rápida)
| Año  | Cat.  | Equipo            | Moto    | 1     | 2      | 3      | 4      | 5       | 6       | 7      | 8       | 9       | 10      | 11      | 12      | 13     | 14    | Pts. | Pos. |
| ---- | ----- | ----------------- | ------- | ----- | ------ | ------ | ------ | ------- | ------- | ------ | ------- | ------- | ------- | ------- | ------- | ------ | ----- | ---- | ---- |
| 1987 | 500cc | Suzuki            | JPN -   | ESP - | GER -  | NAT -  | AUT -  | YUG -   | NED -   | FRA 19 | GBR -   | SWE -   | CZE -   | RSM -   | POR -   | BRA -  | ARG - | 0    | -    |
| 1988 | 500cc | Honda             | JPN -   | USA - | ESP 17 | EXP 13 | NAT 23 | GER DNQ | AUT -   | NED -  | BEL 19  | YUG -   | FRA Ret | GBR Ret | SWE -   | CZE 20 | BRA - | 3    | 33.º |
| 1989 | 500cc | Chevallier Yamaha | JPN -   | AUS - | USA -  | ESP -  | NAT -  | GER 17  | AUT -   | YUG -  | NED DNS | BEL -   | FRA -   | GBR Ret | SWE Ret | CZE -  | BRA - | 0    | -    |
| 1990 | 500cc | Chevallier Yamaha | JPN -   | USA - | ESP -  | NAT -  | GER -  | AUT -   | YUG -   | NED -  | BEL -   | FRA Ret | GBR -   | SWE -   | CZE 15  | HUN 13 | AUS - | 4    | 32.º |
| 1990 | 250cc | Chevallier Yamaha | JPN Ret | USA - | ESP -  | NAT -  | GER 20 | AUT 24  | YUG Ret | NED 21 | BEL Ret | FRA Ret | GBR Ret | SWE -   | CZE -   | HUN -  | AUS - | 0    | -    |